# Ivica Dačić
Ivica Dačić, cyr. Ивица Дачић (ur. 1 stycznia 1966 w Prizrenie) – serbski polityk. Od 2006 przewodniczący Socjalistycznej Partii Serbii, w latach 2008–2014 i od 2024 minister spraw wewnętrznych, w latach 2012–2014 premier Serbii, od maja do czerwca 2017 oraz od marca do maja 2024 pełniący obowiązki premiera Serbii, w latach 2014–2020 oraz 2022–2024 pierwszy wicepremier i minister spraw zagranicznych, w latach 2020–2022 przewodniczący Zgromadzenia Narodowego Republiki Serbii, od 2024 wicepremier.

## Życiorys
Ivica Dačić urodził się w 1966 w Prizrenie na terenie Kosowa. Wychowywał się w miejscowości Žitorađa. Jego ojciec, Desimir, był policjantem, podczas gdy matka, Jelisaveta, zajmowała się domem. Uczęszczał do szkoły w Niszu. W 1989 ukończył studia dziennikarskie na Wydziale Nauk Politycznych Uniwersytetu w Belgradzie.
W działalność polityczną zaangażował się na początku lat 90. W 1990 został przewodniczącym belgradzkiej młodzieżówki socjalistycznej. Rok później oficjalnie wstąpił w szeregi Socjalistycznej Partii Serbii (SPS) kierowanej przez Slobodana Miloševicia. Na początku lat 90. był redaktorem ukazującego się przez pewien czas czasopisma tej partii „Epoha”. W czasie wyborów w 1992 oraz w 1993 kierował sprawami informacji i propagandy. W 1992 wszedł w skład kierownictwa SPS. W tym samym roku został również wybrany na deputowanego do niższej izby parlamentu federalnego Jugosławii. W latach 1992–2002 pełnił funkcję rzecznika Socjalistycznej Partii Serbii, zyskując przydomek „Małego Slobo”. W 2000 stanął na czele struktur partii w Belgradzie, a także został wybrany na wiceprzewodniczącego SPS.
Po odsunięciu w październiku 2000 od władzy prezydenta Slobodana Miloševicia objął urząd ministra informacji w przejściowym rządzie Milomira Minicia, w którym pozostał do stycznia 2001. W 2003 objął mandat deputowanego do Zgromadzenia Narodowego Republiki Serbii i stanął na czele klubu parlamentarnego SPS. W wyborach prezydenckich z 13 czerwca 2004 zajął piąte miejsce, uzyskawszy 4% głosów poparcia.
3 grudnia 2006 został wybrany na stanowisko przewodniczącego Socjalistycznej Partii Serbii. W 2007 został prezesem klubu piłkarskiego KK Partizan Belgrad, w przeszłości zajmował również stanowisko wiceprzewodniczącego Jugosłowiańskiego Komitetu Olimpijskiego. W wyborach parlamentarnych z 11 maja 2008 koalicja SPS pod jego przywództwem zajęła czwarte miejsce, zdobywając 20 mandatów w parlamencie. Po wyborach zawarł koalicję rządową ze zwycięską Partią Demokratyczną prezydenta Borisa Tadicia. W konsekwencji 8 lipca 2008 objął urząd wicepremiera i ministra spraw wewnętrznych w gabinecie Mirka Cvetkovicia. Był również serbskim członkiem Zgromadzenia Parlamentarnego Rady Europy.
W wyborach parlamentarnych z 6 maja 2012 koalicja skupiona wokół Socjalistycznej Partii Serbii zajęła trzecie miejsce, zdobywając 44 spośród 250 mandatów. W przeprowadzonej tego samego dnia pierwszej turze wyborów prezydenckich Ivica Dačić również zajął trzecie miejsce, uzyskawszy 14,9% głosów.
W wyniku rozmów koalicyjnych lider socjalistów zdecydował się na opuszczenie koalicji z Partią Demokratyczną, której lider prezydent Boris Tadić przegrał 20 maja 2012 drugą turę wyborów prezydenckich z Tomislavem Nikoliciem, przewodniczącym Serbskiej Partii Postępowej. W czerwcu SPS zawiązała koalicję ze zwycięską Serbską Partią Postępową. 28 czerwca 2012 Ivica Dačić został desygnowany przez nowego prezydenta na stanowisko premiera rządu. 27 lipca 2012 zaprzysiężony został nowy gabinet, w którym zachował również urząd ministra spraw wewnętrznych.
W przedterminowych wyborach w 2014 Ivica Dačić ponownie kierował listą SPS-PUPS-JS, uzyskując mandat poselski. 27 kwietnia 2014 na urzędzie premiera zastąpił go Aleksandar Vučić z Serbskiej Partii Postępowej. Ivica Dačić pozostał w nowym gabinecie jako pierwszy wicepremier oraz minister spraw zagranicznych. W 2015 sprawował funkcję przewodniczącego OBWE.
W wyniku kolejnych wyborów w 2016 lider socjalistów również wszedł w skład Skupsztiny, będąc liderem zorganizowanej przez swoją partię koalicji. Aleksandar Vučić początkowo nie zamierzał kontynuować koalicji z SPS, jednakże sojusz rządowy został utrzymany. W sierpniu 2016 ogłoszono ponowną nominację Ivicy Dačicia na pierwszego wicepremiera i ministra spraw zagranicznych w drugim gabinecie dotychczasowego premiera.
31 maja 2017, po objęciu przez Aleksandara Vučicia stanowiska prezydenta, został pełniącym obowiązki premiera. Pełnił tę funkcję do 29 czerwca 2017, gdy zaprzysiężony został rząd Any Brnabić. W gabinecie tym Ivica Dačić pozostał na dotychczasowych stanowiskach.
W wyborach w 2020 kolejny raz otwierał listę wyborczą stworzoną wokół socjalistów, uzyskując ponowny wybór na deputowanego. W październiku 2020 odszedł z funkcji rządowych, obejmując wówczas funkcję przewodniczącego serbskiego parlamentu, którym kierował do końca kadencji w 2022. W wyborach w tymże roku ponownie z powodzeniem ubiegał się o poselską reelekcję, kolejny raz otwierając listę wyborczą koalicji skupionej wokół SPS. W październiku 2022 powrócił na urzędy pierwszego wicepremiera oraz ministra spraw zagranicznych, wchodząc w skład utworzonego wówczas trzeciego rządu Any Brnabić.
W wyborach w 2023 utrzymał mandat poselski, ponownie będąc liderem listy wyborczej zorganizowanej przez socjalistów. 20 marca 2024, po objęciu przez Anę Brnabić urzędu przewodniczącej parlamentu, ponownie został pełniącym obowiązki premiera, które wykonywał do 2 maja 2024. W tymże miesiącu został wicepremierem oraz ministrem spraw wewnętrznych w nowo powołanym rządzie Miloša Vučevicia. Oba stanowiska zachował również w utworzonym w kwietniu 2025 gabinecie Đura Macuta.

## Życie prywatne
Ivica Dačić jest żonaty, ma dwoje dzieci. Deklaruje znajomość języka angielskiego i rosyjskiego.